# Digambar

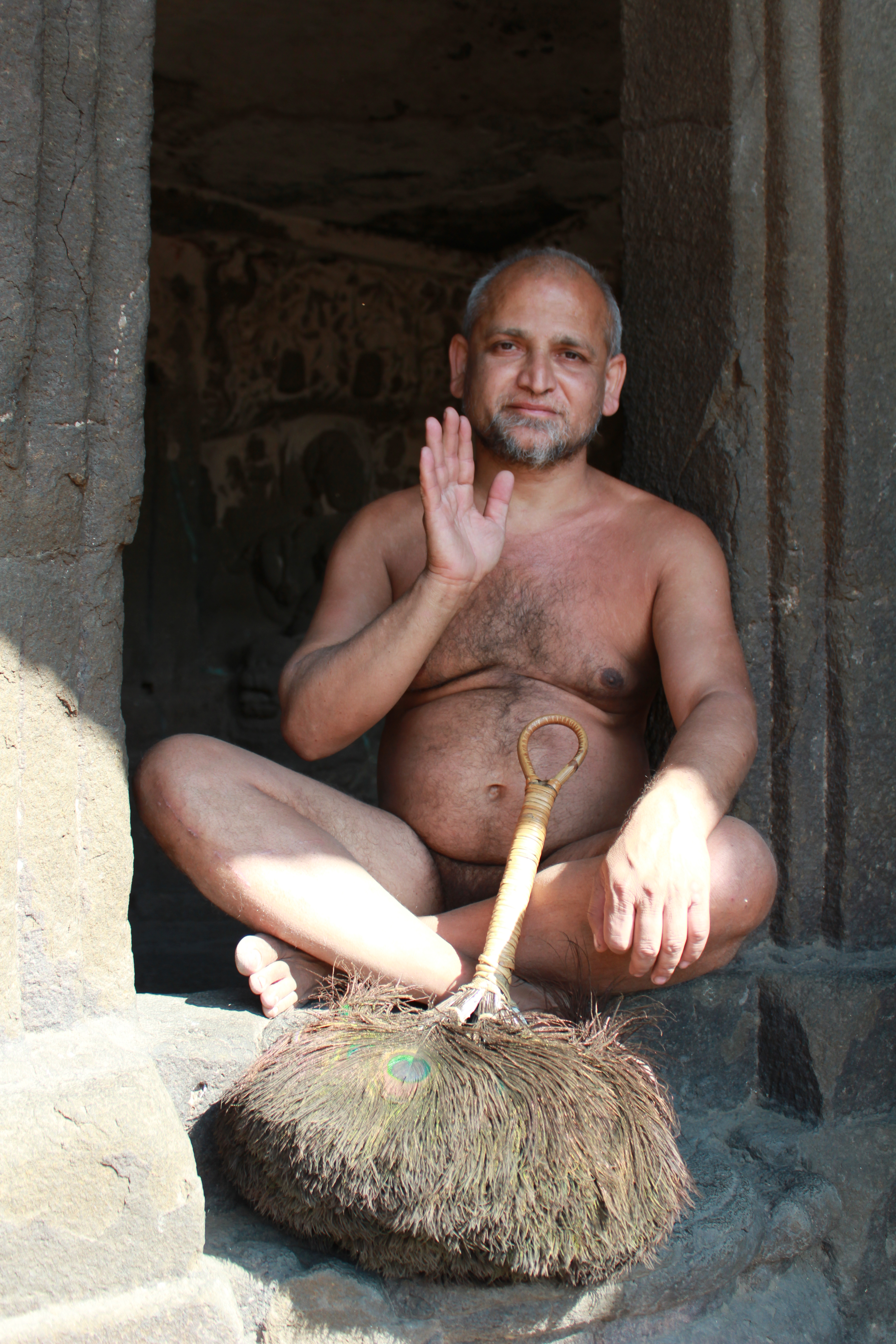
Digambar in Ellora.

De digambara's (Sanskriet: दिगम्बर; met lucht gekleden) is een groep jaïnistische monniken en nonnen. Zij beschouwen het ongekleed gaan als het symbool van de hoogste heiligheid. Dit wordt niet gezien als naaktheid; de ongeklede monnik gaat gekleed in de omgeving.
Digambara's wijden hun leven aan het uitputten van hun karma. Ze gebruiken al lopend een bezem om de grond waarop ze lopen schoon te vegen van kleine diertjes, zodat ze deze niet per ongeluk dood zullen trappen.